# Лоранд Етвеш
Лоранд Етвеш (угор. Eötvös Loránd) (1848—1919) — угорський фізик, винахідник та просвітитель. 

## Творча біографія
Створив гравітаційний варіометр (маятник Етвеша — 1891), призначений для вимірювання ваги. Встановив рівність гравітаційної й інертної мас. Дослідив залежність поверхневого натягу від температури. Засновник наукових та освітніх закладів Угорщини. Голова математичного і фізичного товариств. Низка учнів Етвеша стали лауреатами Нобелівської премії.
Ім'я Етвеша носить одиниця вимірювання градієнту гравітаційного поля: етвеш.
На його честь названо астероїд 12301 Етвеш.